# Horn Zoltán
Horn Zoltán (Márkfalva, 1900. szeptember 2. – Budapest, 1970. augusztus 17.) orvos, belgyógyász, egyetemi tanár, az orvostudományok kandidátusa (1955), Horn András (1934–2021) irodalomtörténész, esztéta apja.

## Élete
Horn József (1878–1938) vegyesárukereskedő és Klein Rozália (1879–1937) fiaként született. A Besztercebányai Királyi Katolikus Főgimnáziumban érettségizett. Tanulmányait a pécsi Erzsébet Tudományegyetemen folytatta, ahol 1926-ban általános orvosi oklevelet szerzett. Hallgatóként az egyetem Gyógyszertani Intézetének gyakornoka, majd 1927 és 1933 között tanársegédje volt. 1933-ban belgyógyász szakorvosi vizsgát tett. Ezt követően az újpesti Károlyi Sándor Alapítványi Közkórház, illetve a Károlyi Kórház és az Árpád Kórház Egyesített Laboratóriuma osztályvezető főorvosa volt haláláig. Időközben (1946–1951) a budapesti Baleseti Kórház, valamint az Országos Traumatológiai Intézet Laboratóriumának osztályvezető főorvosa volt. 1945-ben Az anyagcsere betegségek kórélettana és pharmakotherapiája című tárgykörből egyetemi magántanári képesítést szerzett. 1945 és 1948 között a Pécsi Tudományegyetem, majd 1948 és 1952 között a Budapesti Orvostudományi Egyetem magántanára volt. Közel négy évtizeden át töltötte be az Endokrinológiai Társaság Diabetes Szekciójának alelnöki tisztségét.
Házastársa Erős Anna (1904–1983) gyermek-idegszakorvos volt, Erős Jeremiás Jenő tanító és Kis Jolán lánya, akit 1929. február 11-én Budapesten, a Terézvárosban vett nőül.

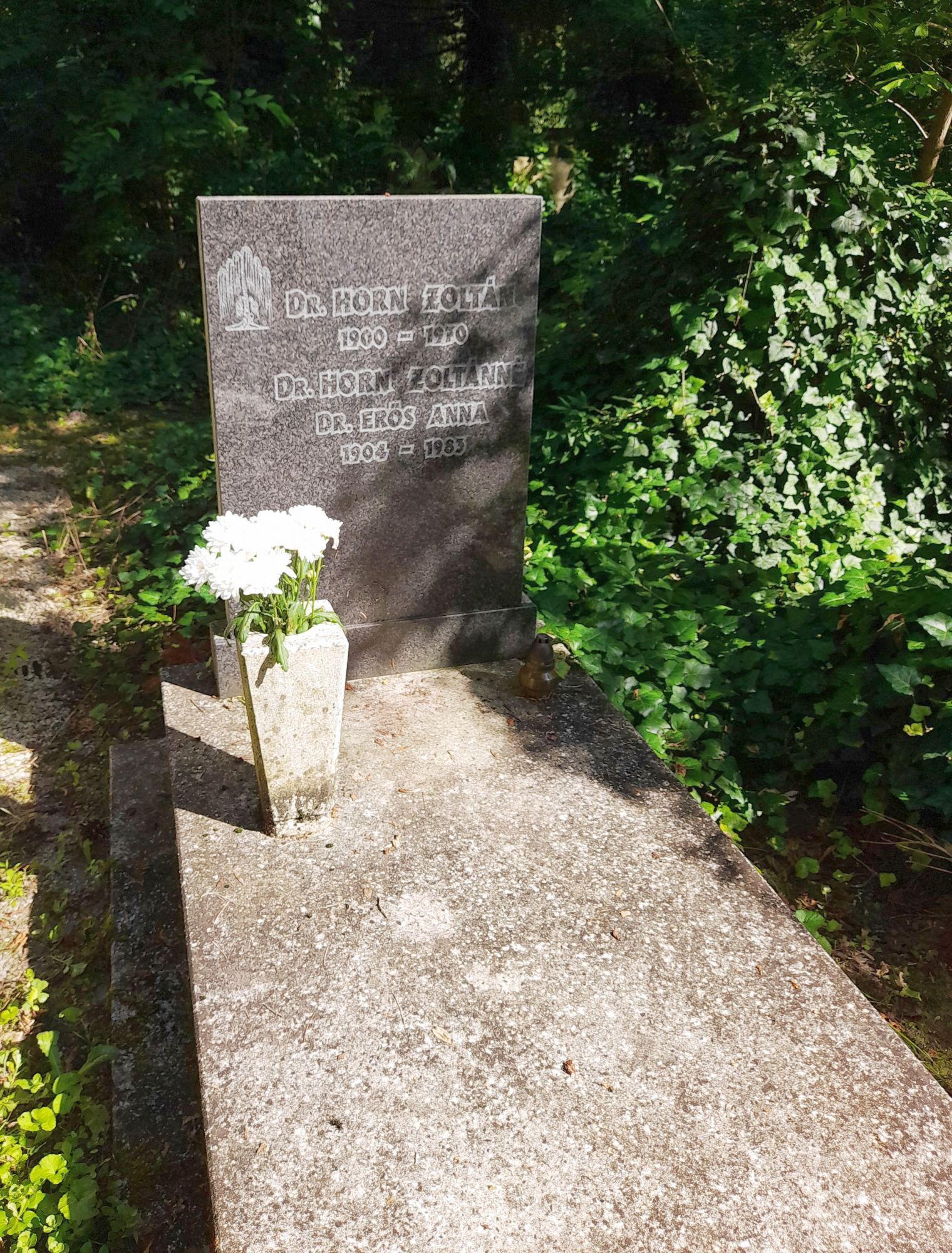
Sírja a Megyeri temetőben (65. parcella)

## Főbb művei
- A tápanyagok ún. specifikus dynamiás hatásáról. Mansfeld Gézával. (Orvosi Hetilap, 1927)
- Digitaliswertbestimmung am Froschkerzsinus (Archiv für experimentelle Pathologie und Pharmakologie, 1929)
- Über die sogenannte spezifisch-dynamische Wirkung der Nahrungstoffe. 1–5. Mansfeld Gézával és Ónody Györggyel. (Biochemische Zeitschrift, 1929–1932)
- Vénygyűjtemény az orvosi gyakorlat számára. Összeállította: Mansfeld Gézával. (Budapest, 1933)
- Die lokale Anwendung des A-vitamins in der Wundebehandlung (Deutsche Medizinische Wochenschrift, 1934)
- A cukorbaj mint társadalomegészségügyi kérdés (Duna–Tisza közi Gyakorló Orvos Közlönye, 1937)
- A kettős cukorterhelési vizsgálatról (Gyógyászat, 1938)
- A hosszú hatástartamú zink-protamin-insulinról (Orvosi Hetilap, 1938, 13.)
- A cukorbaj (Jó Egészség, 1938)
- A sebészeti betegséggel szövődött cukorbaj kezelése (Orvosi Hetilap, 1939, 13.)
- A hosszú hatástartalmú insulinkészítményekről (Gyógyászat, 1939)
- Az epeműtétek szerepe a cukorbetegség kezelésében. Sándor Istvánnal. (Orvosi Hetilap, 1940. 45.)
- A cukorbaj kórisméje és kezelésének újabb irányelvei. Monográfia. (Budapest, 1942)
- A vér alvadásgátló anyagairól. Borsodi Lóránttal. (Orvosi Hetilap, 1948. 3–4.)
- A heparin és dicumarin hatásmódjáról (Orvosi Hetilap, 1949. 17.)
- A cukorbeteggondozásról (Orvosok Lapja, 1949)
- Mansfeld Géza (Orvosi Hetilap, 1950. 6.)
- Icterusos betegek K-vitamin terhelése. Gottsegen Györggyel és Cs. Háry Margittal. (Orvosi Hetilap, 1950. 35.)
- A vérsavó alvadásgátló tényezője. Altmann Oszkárral és Kovács Ervinnel. – A thrombin inaktiválás sebességét befolyásoló tényezőkről. Altmann Oszkárral és Kovács Ervinnel. (Orvosi Hetilap, 1950. 39.)
- A coagulogramm jelentősége a thrombosis diagnosztikájában. Altmann Oszkárral és Kovács Ervinnel. (Orvosi Hetilap, 1951. 15.)
- A dikumarin kérdésről. Altmann Oszkárral és Kovács Ervinnel. (Orvosi Hetilap, 1953. 23.)
- Az E-vitamin hatása a szénhidrát-anyagcserére. Altmann Oszkárral és Bogsch Szonjával. (Orvosi Hetilap, 1953. 33.)
- A visszérthrombosis gyakorlati kérdései. Lazarits Jenővel. (Orvosi Hetilap, 1956. 38.)
- Largactilkezelés kapcsán fellépett diabetesről. Böszörményi Zoltánnal, Dér Piroskával, Brunecker Györgyivel és Alánt Oszkárral. (Orvosi Hetilap, 1957. 29.)
- A radiojód jelentősége a pajzsmirigy megbetegedéseinek kórismézésében (Orvosi Hetilap, 1958. 46.)
- A postthrombotikus oedemák kezelése panthesinnel és hyderginnel. Alánt Oszkárral és Lazarits Jenővel. (Orvosi Hetilap, 1959. 2.)
- Adatok a peroralis antidiabetikumok hatásmechanizmusához. Horváth Nándorral és Palkovits Miklóssal. (Orvosi Hetilap, 1961. 12.)
- A pajzsmirigybetegségek radiojód-diagnosztikai problémái. Többekkel. (Magyar Radiológia, 1962)
- A heparin therápiás értékelése (A Kőbányai Gyógyszergyár kiadványa. Budapest, 1962)

## Díjai, elismerései
- Érdemes orvos (1953)[4]